# Ann-Louise Skoglund
Ann-Louise Skoglund, född 28 juni 1962 i Karlstad (även noterat som Molkom), är en svensk före detta friidrottare. Hon vann 400 meter häck i 1982 års friidrotts-EM och innehar fortfarande (2022) svenska rekordet på distansen.

## Biografi
Skoglund tog sitt första SM-guld i en ålder av 12 år och 344 dagar. Detta var i ett 4x400 meter stafett-lopp, tävlande för IF Göta i Karlstad. Hon är därmed Sveriges yngsta mästare i friidrott på seniornivå.
1980 representerade hon som 18-åring Sverige vid 400 meter i Moskva-OS; Skoglunds favoritdistans 400 meter häck hade ännu inte introducerats för damer i OS-sammanhang. I försöken nådde hon då tiden 52,76. Hon fanns även med på sträcka 3 i damernas 4x100-final, där hon dock aldrig kunde springa eftersom andra sträckans Lena Möller sträckt sig och tvingats bryta.
Hon vann 400 meter häck i EM i Aten 1982, med tiden 54,57. Vid VM 1983 blev hon sexa på distansen och vid olympiska sommarspelen 1984 blev hon femma. I Los Angeles-OS hade hon vunnit både försök och semifinal (på tiderna 55,75 respektive 55,17). Vid finalloppet kom hon i mål på femte plats, två tiondelar från silver och två hundradelar från brons. Semifinaltiden, där hon slagit både blivande ettan El Moutawakel och blivande trean Cojocaru, hade räckt till OS-silver. 
Skoglund var tidigare svensk rekordhållare på 400 meter (51,69), och hon innehar fortfarande det svenska rekordet på 400 meter häck (54,15). Det senare sattes vid EM 1986 i Stuttgart (Tyskland), där hon blev fyra. Samma år blev hon bronsmedaljör på sträckan 400 meter (utan häckar) på inomhus-EM. Hon har även det nordiska juniorrekordet på den långa häcken.
Totalt vann Ann-Louise Skoglund 35 SM-guld, varav 14 guld individuellt. Tränare var under hela karriären Ulf Karlsson, även känd som expertkommentator i SVT och förbundskapten under åren 2000-2004. Skoglund tävlade för IF Göta i Karlstad.
Hon var ledamot av Sveriges Olympiska Kommitté från 2002 till 2011.

## Personliga rekord
- 100 meter - 11,70 (Stockholm 31 augusti 1985)
- 200 meter - 23,27 (Västerås 2 juni 1985)
- 400 meter - 51,69 (Stockholm 1 juli 1986)[6]
- 100 meter häck - 13,25 (Borås 18 juni 1985)[6]
- 400 meter häck - 54,15[9] (Stuttgart 30 augusti 1986)[6][13]